# Apostoł IV

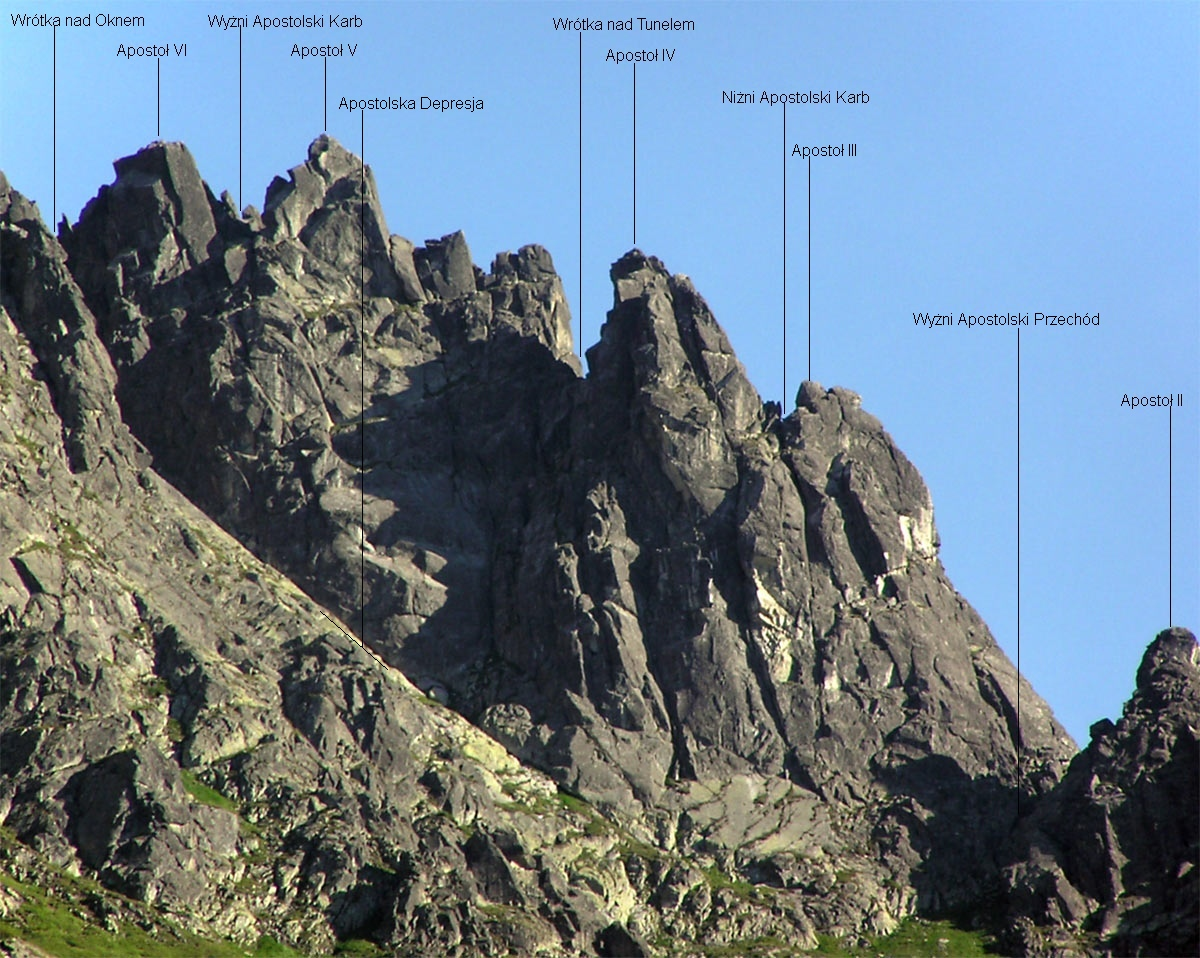
Grań Apostołów

Apostoł IV (niem. Apostel IV, słow. Apoštol IV, węg. Negyedik-Apostol, ok. 1970 m) – turnia w Grani Apostołów w polskiej części Tatr Wysokich. Jest jedną z siedmiu turni tej grani. Wznosi się w jej środkowej części. Od położonego wyżej Apostoła V oddzielona jest przełączką Wrótka nad Tunelem (ok. 1950 m) i dwoma wybitnymi zębami skalnymi, od położonego niżej Apostoła III płytkim wcięciem Niżniego Apostolskiego Karbu (ok. 1940 m). Apostoł IV jest zwornikiem dla Grani Diabłów, która odgałęzia się od niego w kierunku południowo-zachodnim (jest w niej równocześnie Diabłem VII). Od Diabła VI oddziela go Wyżni Diabli Przechód. Północna ściana Apostoła IV opada do Apostolskiej Depresji.
Apostoł IV zbudowany jest z litej skały. Ma płasko ścięty wierzchołek i urwiste ściany. Taternicy poprowadzili na nich 3 drogi wspinaczkowe o trudnościach IV, VI i V+ w skali tatrzańskiej. Obecnie jednak rejon ten znajduje się w zamkniętym dla turystów i taterników obszarze ochrony ścisłej Tatrzańskiego Parku Narodowego i TANAP-u. Na zachodnich (polskich) zboczach Żabiej Grani taternictwo można uprawiać na południe od Białczańskiej Przełęczy.